# Loriguilla
Loriguilla é um município da Espanha, na província de Valência, Comunidade Valenciana. Tem 72,4 km² de área e em 2021 tinha 2 027 habitantes (densidade: 28 hab./km²). Pertence à comarca de Camp de Túria, e limita com os municípios de Chelva, Chera, Cheste, Chulilla, Domeño, Losa del Obispo, Requena, Riba-roja de Túria e Sot de Chera.